# Штерн, Авраам (сионистский деятель)
Авраам Штерн (ивр. אברהם שטרן‎), литературный и подпольный псевдоним Яир (ивр. יאיר‎) (23 декабря 1907, Сувалки, Царство Польское, Российской империи — 12 февраля 1942, Тель-Авив, Палестина) — поэт и сионистский деятель. Основатель и руководитель подпольной организации «ЛЕХИ». Англичане называли эту организацию «Бандой Штерна» (англ. Stern Gang).

## Детство и юность
Авраам Штерн родился в Сувалках (Царство Польское в составе Российской империи) в 1907 году.
Его учёбу в хедере прервали начало Первой мировой войны и последующий приказ российского военного командования о высылке евреев из пограничных районов во внутренние губернии России. Штерн продолжил обучение уже в русской школе в Башкирии, где в 1920 году, уже после революции, вступил в комсомол. В 1921 году он вернулся в Сувалки, где учился в еврейской средней школе.
В 1926 году Штерн приехал в Эрец-Исраэль, где закончил сначала гимназию в Иерусалиме, а затем классическое отделение Еврейского университета, окончив учёбу с отличием.
Во время арабских беспорядков 1929 года вступил в «Хагану» и принял участие в защите еврейского населения. После раскола в «Хагане», выделения из неё правого крыла и формирования «Иргуна» стал членом новой организации.

## Деятельность в 1930-е годы
В 1932 году Штерн заканчивает курсы офицеров «Иргуна». В начале 1930-х годов создаёт ревизионистскую ячейку в Италии. В 1933—1936 году он находился во Флоренции, где был докторантом местного университета, но вернулся в Палестину, не окончив учёбу, чтобы принять участие в подпольной деятельности «Иргуна», по личному предложению Авраама Техоми, адъютантом которого он и стал. Объектами открытого восхищения Штерна в этот период, согласно историку Йосефу Хеллеру, были Муссолини и Пилсудский, лидеры итальянских и польских националистов.
После раскола «Иргуна» в 1937 году и возвращения части лидеров в «Хагану» Штерн оказался одним из командиров организации. В конце 30-х годов он выезжает в Польшу для реализации программы «50 тысяч», идея которой заключалась в обучении пятидесяти тысяч бойцов для того, чтобы изгнать англичан из Страны Израиля. Штерн занимается закупками оружия в Европе и ведёт переговоры с польским руководством о создании на территории страны тренировочных лагерей «Иргуна». После публикации Белой книги Макдональда в 1939 году, ужесточавшей квоту на еврейскую иммиграцию в Палестину с её планируемым полным прекращением в дальнейшем, Штерн, в числе других командиров «Иргуна», выступил с требованием немедленного провозглашения еврейского государства.
В первый день Второй мировой войны Штерн был арестован вместе с остальными лидерами «Иргуна». Их содержали в лагере Сарафанд. Есть данные, что Штерн и его единомышленники на этом этапе искали контактов с итальянским руководством. Штерн отвергал просачивающуюся в Палестину информацию о репрессиях против евреев в нацистской Германии и был убеждён, что антисемитизм Гитлера не идёт дальше лозунгов. В начале войны эту точку зрения на положение евреев в Германии разделяли и другие деятели сионизма. Так, уже позднее, зимой 1941 года, доктор Ш. Гросс, описывая в газете «Ха-Арец» тяжёлую ситуацию, сложившуюся для евреев Германии, тем не менее делает упор на экономические аспекты, унижения и принудительное переселение в гетто, высказывает озабоченность «моральным и образовательным уровнем молодого поколения», но не упоминает возможность физического уничтожения, распоряжение о котором, как выяснилось позднее, уже было отдано:

…На огромной территории, подвластной Гитлеру, происходят грандиозные изменения в материальном и духовном положении еврейства. Повсюду отменено их гражданское равноправие. Повсюду евреи устранены с общественных должностей. Еврейская экономическая деятельность сведена до минимума, как, например, в Бельгии, где евреи Антверпена изгнаны из алмазной промышленности. В Польше и в Германии евреи совершенно исключены из экономической жизни. Евреи лишаются работ, требующих профессиональной квалификации. И это служит нацистам одним из поводов направлять евреев на принудительные работы. Этот каторжный труд является сегодня практически единственным источником существования для десятков тысяч евреев. Обычным, повседневным явлением стала депортация сотен тысяч евреев из одного района в другой, иногда за сотни и тысячи километров. Еврейское население европейских городов заключено в гетто. Каждый еврей обязан носить на одежде особый отличительный знак — желтую звезду… Моральный и образовательный уровень молодого поколения несомненно резко упадет, если такие условия жизни просуществуют пусть даже всего несколько лет.

Штерн рассматривал итальянских фашистов и нацистов как естественных союзников в борьбе с британцами, также заинтересованных в эмиграции евреев из Европы. Эта позиция заставила его искать официального союза с Муссолини с тем, чтобы Италия, возможно, при поддержке нацистской Германии, помогла бы в создании еврейского государства в Палестине. Эти попытки, по некоторым данным, были пресечены с помощью совместной провокации «Иргуна» и «Хаганы», чьи члены, выдававшие себя за представителей Муссолини, встречались со Штерном, предотвращая контакт с подлинными итальянскими властями.

## Раскол в «Иргуне»
Лидер сионистов-ревизионистов Жаботинский призвал на время войны к полному прекращению действий против англичан. Давид Разиэль и другие сторонники Жаботинского, согласившиеся на сотрудничество с британцами, были освобождены из британского лагеря первыми. В стихах Штерна, написанных в лагере, лейтмотивом проходят темы самопожертвования и мессианского возрождения. Он пишет, что, хотя в данный момент немцы являются врагами, британская угроза всё же важнее; британцы — будущие враги. Если удастся убедить немцев в том, что британцы общий враг, «наши потери в Польше и на других оккупированных территориях можно будет свести к минимуму».
18 июня 1940 года оставшиеся командиры «Иргуна» были выпущены из лагеря. Разиэль, возглавлявший «Иргун» в их отсутствие, снова объявляет об отставке. 19 июня Штерна избирают на эту должность. 26 июня Штерн и его единомышленники выпускают «Коммюнике Верховного Командования № 112», в котором провозглашается целью воссоздание Израильского царства в исторических границах методами вооружённой борьбы, объявляется, что «Иргун» не намерен сотрудничать с британцами, а евреи призываются к уклонению от службы в британской армии. Штерн, отвергавший позицию Жаботинского и Разиэля, согласно которой требовалось сотрудничество с британцами, ведущими борьбу с нацистами, взял курс на разрыв с идеологическими лидерами ревизионизма и возобновление активной борьбы против англичан.
Жаботинский в письме, отправленном руководству «Иргуна» незадолго до смерти, настоял на возвращении Разиэля на должность командира группы. Не сумев прийти к компромиссу с Разиэлем, Штерн и группа его единомышленников в августе окончательно вышли из организации, образовав отдельную группировку, «ЭЦЕЛ в Израиле» (ивр. אצ"ל בישראל‎). В сентябре того же года группировка Штерна была переименована в «ЛЕХИ» («Лохамей Херут Исраэль», ивр. לח"י — לוחמי חרות ישראל‎, Борцы за свободу Израиля).

## Деятельность ЛЕХИ и контакты с Германией и Италией
В октябре 1940 года Штерн выпустил первый номер газеты «Бамахтерет» (ивр. במחתרת‎ — В подполье), а во втором, ноябрьском номере опубликовал девять пунктов под названием «Принципы возрождения». Дополненные в пятом выпуске до восемнадцати пунктов, «Принципы возрождения» отражали мировоззрение самого Штерна и его группы; в документах обосновывалось, с упором на танахические источники, божественное предназначение еврейского народа и его право на Землю Израиля, вплоть до строительства третьего Храма. Сам Штерн меняет имя на Ави (аббревиатура имени Авраам бен Яир, с отсылкой к последнему командиру защитников Масады, лидеру сикариев Элиезеру бен Яиру). Вскоре имя Яир становится его партийной кличкой.
Штерн продолжал работать над идеологической линией «ЛЕХИ». В рамках этой работы он встречался с видными еврейскими радикальными идеологами, такими, как Абба Ахимеир, основатель секулярной еврейской идеологии «Ханаанеев» Ури Шелах и Исраэль Шайб (Эльдад), ставший вскоре ведущим идеологом «ЛЕХИ».
«ЛЕХИ» отвергала идею о прекращении борьбы с британскими властями на время войны. В 1940—1942 годах члены группировки совершили значительное число терактов против представителей британских властей (прежде всего полиции) и ограблений банков, первым из которых стал налёт на Англо-Палестинский Банк в Тель-Авиве 16 сентября 1940 года, обеспечивший недавно созданную группу большой суммой денег (около пяти тысяч фунтов стерлингов). Первым терактом стал взрыв в иммиграционном бюро в Хайфе в знак протеста против депортации нелегальных еврейских иммигрантов на Маврикий. В то время группа не пользовалась популярностью в ишуве, к тому же её раздирали внутренние противоречия, приведшие к уходу многих членов (по некоторым оценкам, к 1946 году в организации было всего 200 человек, в то время как в «Иргуне» — тысяча, а в «Хагане» — восемь тысяч).
В конце 1940 года руководство «ЛЕХИ» направляет члена группы Нафтали Любенчика в Бейрут для установления контактов с державами Оси. В Бейруте Любенчик встречается с представителем германского МИДа фон Хентигом. Они формулируют совместный меморандум, в преамбуле которого утверждается, что цель нацистов — не уничтожение евреев, а их эмиграция из Европы. Говорится также о возможном будущем сотрудничестве возрождённого государства еврейского народа с германским «Новым Порядком». В рамках предлагаемого сотрудничества Штерн предполагал мобилизовать в Европе солдат для завоевания Эрец-Исраэль. Во внутренних дискуссиях Штерн доказывал, что только союз с Германией может спасти евреев Европы, хотя позже он признавал, что его истинной целью была мобилизация солдат. В 1941 году, согласно британским источникам, Штерну удалось также установить контакт с итальянским представительством в Сирии и передать через него итальянскому руководству письмо с предложением союза Штерн также пытался установить контакты с арабскими лидерами, с целью создания единого антиимпериалистического фронта..
В своей книге «В крови займется заря» один из соратников Штерна, Арье Коцер, приводит слова Штерна, объясняющие мотивы, которыми он руководствовался Штерн, принимая решение о контактах с нацистами:
Мне совершенно ясно: европейское еврейство будет уничтожено, если мы не придем к соглашению с Германией… Для меня очевидно, что наш враг — это Британия. Британия могла спасти миллионы наших братьев! Но также очевидно, что она их не спасет! Напротив, она заинтересована в их уничтожении. Оно нужно ей для того, чтобы установить власть арабов в стране, которая будет послушным орудием в её руках. Польза от нашей помощи союзным державам невелика. А для нас же она попросту равна нулю. Поэтому остается только одно: соглашение с немцами о спасении европейского еврейства. Немцы могут «очистить» Европу от евреев, переправив их сюда, в Эрец-Исраэль. И Германия может согласиться на такой вариант, если мы станем воевать против англичан.

## Последние месяцы жизни
10 мая 1941 года Штерн выступил с радиообращением, в котором критиковал лидеров Еврейского Агентства, как «клики стареющих лоббистов», поставляющих Британской империи еврейское «пушечное мясо», ничего не получая взамен. В выступлении Штерн призывал ишув доказать арабам в преддверии германской оккупации «превосходство еврейских сил». После этого было отдано распоряжение об арестах членов группы Штерна, а в статье еврейской газеты «Гаарец» он был назван квислингом.
9 января 1942 года при попытке ограбления боевиками «ЛЕХИ» банка «Гистадрута» в Тель-Авиве завязалась перестрелка, в которой были убиты два еврея-прохожих; их смерть, как и сам факт нападения на еврейских служащих банка, вызвали в еврейской общине шок. Британская полиция арестовала в связи с этим делом двух членов «ЛЕХИ». В попытке их спасти группа Штерна организовала провокацию, в которой погиб ряд служащих полиции, в их числе ещё четыре еврея. Последовал ряд новых арестов. В конце января полицейскими на конспиративной квартире были убиты два члена «ЛЕХИ» и ещё двое были ранены, когда по ним, уже после того, как они сдались, был открыт огонь.
12 февраля полиция обнаружила квартиру, где скрывался Штерн; он был застрелен во время ареста британским офицером полиции Мортоном (по словам Мортона, при попытке побега, но есть также показания свидетелей, согласно которым Мортон выстрелил в закованного в наручники Штерна безо всякого повода с его стороны). Существует неподтверждённая теория, согласно которой местонахождение Штерна было сообщено полиции представителями «Хаганы». Впоследствии «ЛЕХИ» пыталась отомстить Мортону за смерть Штерна, но безуспешно.

## После смерти, память
Сын Авраама Штерна, Яир, родился через несколько месяцев после его смерти.
В честь Авраама Штерна были названы населённый пункт Кохав-Яир (Звезда Яира), основанный в 1981 году, улицы в Тель-Авиве (на которой он был убит) и в других городах Израиля.
Давид Бен-Гурион так написал о Штерне и ЛЕХИ в своём письме Геуле Коэн после выхода её книги «Между ночью и днём»:

Только отдельными фрагментами вернула она меня к большому и глубокому спору, что был между нами… С большим волнением я читал её. Сердце было полно гордостью и завистью; в некоторых главах казалось, что я сам участвую в ваших акциях. Душевная буря тех, кто взошёл на жертвенник, захватила и меня, и я склоняю голову в благоговении перед смертью героев, обоих Элиягу* (Хаким и Бен-Цури) в Каире, Моше Барзани, Меира Фанштейна и других…

… нет у меня никакого сомнения, что он (Яир) был одним из самых выдающихся личностей, которые выдвинулись во время британского мандата, и я от всего сердца отдаю дань уважения его творчеству, мощи его сильной души, самоотверженной верности свободе Израиля, несмотря на то, что отрицаю без всякого компромисса его политический путь.— Глава правительства Д. Бен-Гурион, 20 января 1962

## Творчество
Большая часть стихов Штерна была написана в годы учёбы в Иерусалиме. Позднее, во Флоренции, он их переработал и упорядочил.
Стихи Штерна вышли в сборнике «Книга стихов Авраама Штерна по позвищу Яир» (ивр. ספר השירים של אברהם שטרן המכונה יאיר‎) в 1950 году, и в 1958 году в сборнике «В моей крови будешь жить вечно: стихи» (ивр. בדמיי לעד תחיי: שירים‎). В 1988 году сборник был выпущен в Тель-Авиве на русском языке под названием «Ты будешь вечно жить в крови моей. Стихотворения, статьи, письма». Письма его жене Рони были опубликованы в 2000 году в книге «Письма Рони» (ивр. מכתבים לרוני‎).
До ухода Авраама Штерна из «Иргуна» его стихотворение «Безымянные солдаты» (ивр. חיילים אלמונים‎), написанное в 1932 году, было гимном «Иргуна», а затем стало гимном «ЛЕХИ»:
БЕЗЫМЯННЫЕ СОЛДАТЫ

Слова и музыка: Аврагам Штерн ("Яир")

Мы солдаты без формы, имен у нас нет,

А вокруг тьма и горе людское.

Мы навеки поклялись хранить наш завет,

Нас лишь смерть может вырвать из строя.

В те багровые дни, крови мук и резни

В непроглядные ночи страдания

В городах, в деревнях мы поднимем одни

Наше гордое знамя восстания.

Не рабы мы, которых согнал страшный бич

Проливать свою кровь на чужбине

Жизнь отдать за народ - вот великий наш клич,

И свободными быть нам отныне.

В те багровые дни...

Да, мы знаем, тернист и опасен наш путь

Впереди нас невзгоды и беды,

Но ни козни врагов, ни тюрьмы мрак и жуть

Нас не сломят в дороге к победе.

В те багровые дни...

Тех из нас, кто в кровавом сраженье падет

Похоронят тайком в тьму ночную.

Но их место множество новых займет,

Чтоб продолжить борьбу роковую.

В те багровые дни...

И слезой матерей, их рыданьем в ночи

Чистой кровью младенцев невинных,

Как цементом скрепим мы тела-кирпичи;

Дом отстроим любимой отчизны.

В те багровые дни...

Перевод: Ицхак Надет